# Tomme de Savoie
El tomme de Savoie és una formatge de pasta premsada no cuita francès de la regió de Savoia (Savoia i Alta Savoia). És un formatge de les muntanyes savoianes i, per tant, alpines. Originalment desenvolupat per les famílies camperoles per a la seva subsistència, és també el més antic dels formatges de Savoia. Forma part del patrimoni econòmic i cultural dels dos departaments i té el segell regional Savoie i IGP obtinguda el 1996.
És un formatge, inicialment, de races de vaques tarine (tarentaise) i abondance. La llet de vaca de la raça montbeliarde es va incloure més tard, i recentment, en part, la de la raça prim'holstein amb l'obligació de no superar en quantitat a les originals.
Pesa de mitjana d'1,6 kg. L'addició de quall animal es fa entre els 30 i 35 °C, després es modela i se sala. La pell, sempre grisa, està coberta de floridura de color groc o vermell i algunes vegades es perfora amb forats, igual que la pasta.
El seu període de degustació òptima és de juny a octubre, després de 10 setmanes de maduració als cellers, girant-lo amb cura per tal que es desenvolupi la pell florida. Però també és excel·lent, des de març a desembre. El formatge, de color groc pàl·lid a blanc, és enganxós i amb olor d'humitat o de celler. Es fon a la boca, i desenvolupa un sabor de nous. Els tomme elaborats amb llet dels animals que pasturen l'estiu són més perfumats.
Hi ha quatre tipus de Tomme segons el lloc de producció: 
- en una granja: cercle verd
- en una cooperativa: cercle vermell
- industrial: sense cercle
- familiar: sense aparèixer a les estadístiques del sector manufacturer.

Des de finals de 2003, el perímetre del Tomme Savoie està marcat amb les lletres SAVOIE, en majúscules, amb una inscripció en tinta, seguint una tècnica conforme amb els estàndards de seguretat alimentària.

## Les xifres de 2002
- Llet: 63 milions de litres produïts per 950 agricultors, productors, de Savoia i Alta Savoia, però també de tres comunes més de l'Ain (Anglefort, Corbonod i Chanay)
- Tonatge: 6.300 tones etiquetades produïdes per 20 cooperatives i 12 afinadors. S'hi han d'afegir trenta granges productores de llet, amb un control de la producció de formatge, de refinació i comercialització.
- El pes mitjà d'un corrent Tomme varia entre 1,2 i 2 kg, amb un percentatge de greix corporal, entre el 20 i el 45%

## Les diferents varietats
- Tomme des Allues: Origen: Méribel i els seus voltants (Haute Tarentaise). Tomme de llet de cabra. Formatge de 20 a 25 cm de diàmetre, amb un pes de 3 a 4 kg.
- Tomme Boudane: Origen: Savoia (principalment: Les Bauges i Les Bellevilles) Tomme la llet de vaca. Formatge de 20 cm de diàmetre, amb un pes d'1,8 a 3,5 kg.
- Tomme de Courchevel: Origen: Praslin (Haute Tarentaise). Tomme de llet de cabra. Formatge de 20 a 25 cm de diàmetre, amb un pes d'1,5 a 2 kg.
- Tomme au fenouil: Origen: Vallée des Aravis, davant del Mont Blanc (Savoia) Tomme de llet crua de vaca, pasta premsada, amb gust de fonoll.
- Tomme au Marc: Origen: principalment Bauges Beaufortin i Tarentaise (Savoia). Tomme de llet de vaca parcialment desnatada. Formatge de 20 cm de diàmetre, amb un pes d'1,5 a 1,8 kg. El formatge es recobreix amb una capa d'orujo de raïm, el que donarà un sabor més fort.

## Tommes de terroir
- Tomme du Mont-Cenis: es fabrica a la regió del Col du Mont-Cenis i pesa entre 5 i 6 kg.
- Tomme de la Tarentaise: es realitzen a la regió de la vall de Tarentaise i pesa entre 2 i 2,5 kg.
- Tomme d'Abondance: es fabrica a la regió d'Abondance (a l'est de Chablais) i pesa de mitjana 3 kg, però algunes poden arribar als 7 i 8 kg.
- Tome des Bauges:[1] des Bauges es fabrica a la regió de les muntanyes dels Bauges i pesa una mitjana de 2,5 kg.